# سودجا
سودجا (بالروسية: Суджа) هي إحدى مدن روسيا في الكيان الفدرالي الروسي كورسك أوبلاست.

## أعلام
- ميخائيل جيروفيتش